# Svédország az 1992. évi téli olimpiai játékokon
Svédország a franciaországi Albertville-ben megrendezett 1992. évi téli olimpiai játékok egyik részt vevő nemzete volt. Az országot az olimpián 9 sportágban 73 sportoló képviselte, akik összesen 4 érmet szereztek.

## Érmesek
| Érem  | Versenyző                                                | Sportág  | Versenyszám                  |
| ----- | -------------------------------------------------------- | -------- | ---------------------------- |
| Arany | Pernilla Wiberg                                          | Alpesisí | Női óriás-műlesiklás         |
| Bronz | Mikael Löfgren                                           | Biatlon  | Férfi 20 km egyéni indításos |
| Bronz | Leif Andersson Ulf Johansson Mikael Löfgren Tord Wiksten | Biatlon  | Férfi 4 × 7,5 km váltó       |
| Bronz | Christer Majbäck                                         | Sífutás  | Férfi 10 km                  |

## Alpesisí
Férfi
| Versenyző      | Versenyszám            | 1. futam | 1. futam | 2. futam      | 2. futam      | Összesítés | Összesítés |
| Versenyző      | Versenyszám            | Idő      | Hely.    | Idő           | Hely.         | Idő        | Helyezés   |
| -------------- | ---------------------- | -------- | -------- | ------------- | ------------- | ---------- | ---------- |
| Mats Ericson   | Műlesiklás             | 53,92    | 16.      | 54,09         | 14.           | 1:48,01    | 14.        |
| Thomas Fogdö   | Műlesiklás             | 52,85    | 5.       | 52,63         | 3.            | 1:45,48    | 5.         |
| Jonas Nilsson  | Műlesiklás             | 53,58    | 12.      | 52,99         | 8.            | 1:46,57    | 8.         |
| Fredrik Nyberg | Óriás-műlesiklás       | 1:06,09  | 10.      | 1:02,91       | 5.            | 2:09,00    | 8.         |
| Fredrik Nyberg | Szuperóriás-műlesiklás |          |          |               |               | 1:14,61    | 11.        |
| Johan Wallner  | Műlesiklás             | 55,29    | 28.      | nem ért célba | nem ért célba | kiesett    | kiesett    |
| Johan Wallner  | Óriás-műlesiklás       | 1:05,64  | 7.       | nem ért célba | nem ért célba | kiesett    | kiesett    |

Női
| Versenyző          | Versenyszám            | 1. futam      | 1. futam      | 2. futam      | 2. futam      | Összesítés | Összesítés |
| Versenyző          | Versenyszám            | Idő           | Hely.         | Idő           | Hely.         | Idő        | Helyezés   |
| ------------------ | ---------------------- | ------------- | ------------- | ------------- | ------------- | ---------- | ---------- |
| Kristina Andersson | Műlesiklás             | 48,76         | 6.            | 46,19         | 15.           | 1:34,95    | 11.        |
| Kristina Andersson | Óriás-műlesiklás       | 1:07,53       | 12.           | 1:07,70       | 11.           | 2:15,23    | 10.        |
| Ylva Nowén         | Műlesiklás             | 50,92         | 25.*          | 46,92         | 21.           | 1:37,84    | 21.        |
| Ylva Nowén         | Óriás-műlesiklás       | 1:08,63       | 18.           | nem ért célba | nem ért célba | kiesett    | kiesett    |
| Pernilla Wiberg    | Műlesiklás             | nem ért célba | nem ért célba | kiesett       | kiesett       | kiesett    | kiesett    |
| Pernilla Wiberg    | Óriás-műlesiklás       | 1:06,36       | 2.            | 1:06,38       | 1.            | 2:12,74    |            |
| Pernilla Wiberg    | Szuperóriás-műlesiklás |               |               |               |               | 1:24,58    | 12.        |

* - egy másik versenyzővel azonos eredményt ért el

## Biatlon
Férfi
| Versenyző                                                | Versenyszám      | Lövőhiba | Időeredmény | Helyezés |
| -------------------------------------------------------- | ---------------- | -------- | ----------- | -------- |
| Leif Andersson                                           | 20 km egyéni     | 3        | 1:02:09,3   | 38.      |
| Ulf Johansson                                            | 10 km sprint     | 0        | 27:19,0     | 14.      |
| Ulf Johansson                                            | 20 km egyéni     | 2        | 1:04:58,2   | 64.      |
| Mikael Löfgren                                           | 10 km sprint     | 0        | 27:33,3     | 20.      |
| Mikael Löfgren                                           | 20 km egyéni     | 2        | 57:59,4     |          |
| Anders Mannelqvist                                       | 10 km sprint     | 3        | 29:52,0     | 67.      |
| Anders Mannelqvist                                       | 20 km egyéni     | 3        | 1:02:38,6   | 43.      |
| Tord Wiksten                                             | 10 km sprint     | 1        | 28:40,5     | 48.      |
| Ulf Johansson Leif Andersson Tord Wiksten Mikael Löfgren | 4 × 7,5 km váltó | 0        | 1:25:38,2   |          |

Női
| Versenyző                                  | Versenyszám      | Lövőhiba | Időeredmény | Helyezés |
| ------------------------------------------ | ---------------- | -------- | ----------- | -------- |
| Inger Björkbom                             | 7,5 km sprint    | 1        | 27:13,1     | 26.      |
| Inger Björkbom                             | 15 km egyéni     | 1        | 53:52,8     | 12.      |
| Catarina Eklund                            | 15 km egyéni     | 2        | 57:31,2     | 29.      |
| Christina Eklund                           | 7,5 km sprint    | 4        | 29:25,9     | 57.      |
| Anna Hermansson                            | 7,5 km sprint    | 3        | 28:20,3     | 43.      |
| Anna Hermansson                            | 15 km egyéni     | 9        | 1:03:49,0   | 64.      |
| Mia Stadig                                 | 7,5 km sprint    | 0        | 26:15,0     | 14.      |
| Mia Stadig                                 | 15 km egyéni     | 3        | 57:54,5     | 33.      |
| Christina Eklund Inger Björkbom Mia Stadig | 3 × 7,5 km váltó | 0        | 1:20:56,6   | 6.       |

## Gyorskorcsolya
Férfi
| Versenyző       | Versenyszám | Eredmény       | Helyezés       |
| --------------- | ----------- | -------------- | -------------- |
| Per Bengtsson   | 5000 m      | 7:23,03        | 21.            |
| Per Bengtsson   | 10 000 m    | 14:35,58       | 7.             |
| Björn Forslund  | 500 m       | 38,24          | 20.            |
| Björn Forslund  | 1000 m      | 1:17,71        | 31.            |
| Tomas Gustafson | 5000 m      | 7:15,56        | 13.            |
| Joakim Karlberg | 500 m       | 40,71          | 38.            |
| Joakim Karlberg | 1500 m      | 2:00,01        | 26.            |
| Bo König        | 500 m       | 39,06          | 34.            |
| Bo König        | 1000 m      | nem ért célba~ | nem ért célba~ |
| Bo König        | 1500 m      | 1:58,94        | 21.            |
| Hans Markström  | 500 m       | 38,89          | 33.            |
| Jonas Schön     | 1500 m      | 2:01,53        | 34.            |
| Jonas Schön     | 5000 m      | 7:12,15        | 9.             |
| Jonas Schön     | 10 000 m    | 14:46,20       | 16.            |

Női
| Versenyző    | Versenyszám | Eredmény | Helyezés |
| ------------ | ----------- | -------- | -------- |
| Jasmin Krohn | 1500 m      | 2:09,62  | 13.      |
| Jasmin Krohn | 3000 m      | 4:31,98  | 11.      |
| Jasmin Krohn | 5000 m      | 7:50,64  | 11.      |

~ - a futam során elesett

## Jégkorong
| Svéd férfi jégkorongcsapat-játékoskeret | Svéd férfi jégkorongcsapat-játékoskeret | Svéd férfi jégkorongcsapat-játékoskeret                                                                |
| --- | --- | --- |
| - Peter Andersson - Peter Andersson - Charles Berglund - Patrik Carnbäck - Lars Edström - Patrik Erickson - Bengt-Åke Gustafsson - Mikael Johansson | - Kenneth Kennholt - Patric Kjellberg - Petri Liimatainen - Håkan Loob - Mats Näslund - Roger Nordström - Peter Ottosson - Thomas Rundqvist | - Daniel Rydmark - Börje Salming - Tommy Sjödin - Tommy Söderström - Fredrik Stillman - Jan Viktorsson |

### Eredmények
A csoport
| Csapat           | M | Gy | D | V | G+ | G– | Gk  | P |
| ---------------- | - | -- | - | - | -- | -- | --- | - |
| Egyesült Államok | 5 | 4  | 1 | 0 | 18 | 7  | +11 | 9 |
| Svédország       | 5 | 3  | 2 | 0 | 22 | 11 | +11 | 8 |
| Finnország       | 5 | 3  | 1 | 1 | 22 | 11 | +11 | 7 |
| Németország      | 5 | 2  | 0 | 3 | 11 | 12 | –1  | 4 |
| Olaszország      | 5 | 1  | 0 | 4 | 18 | 24 | –6  | 2 |
| Lengyelország    | 5 | 0  | 0 | 5 | 4  | 30 | –26 | 0 |

| 1992. február 9. | Svédország (SWE) | 7 – 2 (2–1, 3–0, 2–1) | Lengyelország | Méribel, Franciaország |

|  |  |  |  |  |
|  |  |  |  |  |
|  |  |  |  |  |
|  |  |  |  |  |

| 1992. február 11. | Svédország (SWE) | 7 – 3 (2–0, 4–1, 1–2) | Olaszország | Méribel, Franciaország |

|  |  |  |  |  |
|  |  |  |  |  |
|  |  |  |  |  |
|  |  |  |  |  |

| 1992. február 13. | Svédország (SWE) | 3 – 1 (3–1, 0–0, 0–0) | Németország | Méribel, Franciaország |

|  |  |  |  |  |
|  |  |  |  |  |
|  |  |  |  |  |
|  |  |  |  |  |

| 1992. február 15. | Finnország (FIN) | 2 – 2 (1–0, 0–1, 1–1) | Svédország | Méribel, Franciaország |

|  |  |  |  |  |
|  |  |  |  |  |
|  |  |  |  |  |
|  |  |  |  |  |

| 1992. február 17. | Egyesült Államok (USA) | 3 – 3 (1–0, 1–0, 1–3) | Svédország | Méribel, Franciaország |

|  |  |  |  |  |
|  |  |  |  |  |
|  |  |  |  |  |
|  |  |  |  |  |

Negyeddöntő
| 1992. február 18. | Csehszlovákia (TCH) | 3 – 1 (1–1, 0–0, 2–0) | Svédország | Méribel, Franciaország |

|  |  |  |  |  |
|  |  |  |  |  |
|  |  |  |  |  |
|  |  |  |  |  |

Az 5–8. helyért
| 1992. február 20. | Svédország (SWE) | 3 – 2 (2–0, 1–1, 0–1) | Finnország | Méribel, Franciaország |

|  |  |  |  |  |
|  |  |  |  |  |
|  |  |  |  |  |
|  |  |  |  |  |

Az 5. helyért
| 1992. február 22. | Svédország (SWE) | 4 – 3 (0–2, 1–0, 3–1) | Németország | Méribel, Franciaország |

|  |  |  |  |  |
|  |  |  |  |  |
|  |  |  |  |  |
|  |  |  |  |  |

| Csapat     | Helyezés |
| ---------- | -------- |
| Svédország | 5.       |

## Műkorcsolya
| Versenyző      | Versenyszám | Rövid program     | Rövid program | Rövid program | Kűr               | Kűr        | Kűr         | Összesítés         | Összesítés |
| Versenyző      | Versenyszám | Több. hely. száma | Hely.         | Hely. pont.   | Több. hely. száma | Hely.      | Hely. pont. | Helyezési pontszám | Helyezés   |
| -------------- | ----------- | ----------------- | ------------- | ------------- | ----------------- | ---------- | ----------- | ------------------ | ---------- |
| Hélène Persson | Női egyéni  | 5×23+             | 24.           | 12,0          | nem indult        | nem indult | nem indult  | –                  | 24.        |

## Síakrobatika
Mogul
| Versenyző       | Versenyszám | Selejtező | Selejtező | Döntő   | Döntő    |
| Versenyző       | Versenyszám | Pont      | Helyezés  | Pont    | Helyezés |
| --------------- | ----------- | --------- | --------- | ------- | -------- |
| Björn Åberg     | Férfi       | 23,10     | 10.       | 20,29   | 16.      |
| Jörgen Pääjärvi | Férfi       | 22,98     | 12.       | 24,14   | 6.       |
| Leif Persson    | Férfi       | 23,42     | 7.        | 22,99   | 8.       |
| Helena Waller   | Női         | 14,56     | 20.       | kiesett | kiesett  |

## Sífutás
Férfi
| Versenyző                                                   | Versenyszám         | Eredmény  | Helyezés |
| ----------------------------------------------------------- | ------------------- | --------- | -------- |
| Henrik Forsberg                                             | 10 km               | 29:09,0   | 12.      |
| Henrik Forsberg                                             | 15 km üldözőverseny | 40:16,4   | 9.       |
| Henrik Forsberg                                             | 50 km               | 2:16:22,7 | 37.      |
| Niklas Jonsson                                              | 10 km               | 28:03,1   | 5.       |
| Niklas Jonsson                                              | 15 km üldözőverseny | 41:02,1   | 13.      |
| Niklas Jonsson                                              | 30 km               | 1:25:17,6 | 7.       |
| Christer Majbäck                                            | 10 km               | 27:56,4   |          |
| Christer Majbäck                                            | 15 km üldözőverseny | 39:41,0   | 6.       |
| Christer Majbäck                                            | 30 km               | 1:24:12,1 | 6.       |
| Christer Majbäck                                            | 50 km               | 2:11:13,3 | 16.      |
| Torgny Mogren                                               | 10 km               | 28:37,8   | 9.       |
| Torgny Mogren                                               | 15 km üldözőverseny | 39:01,4   | 5.       |
| Torgny Mogren                                               | 50 km               | 2:10:29,9 | 12.      |
| Jan Ottosson                                                | 30 km               | 1:25:33,9 | 11.      |
| Jan Ottosson                                                | 50 km               | 2:18:59,9 | 44.      |
| Jyrki Ponsiluoma                                            | 30 km               | 1:25:24,4 | 8.       |
| Jan Ottosson Christer Majbäck Henrik Forsberg Torgny Mogren | 4 × 10 km váltó     | 1:41:23,1 | 4.       |

Női
| Versenyző                                                           | Versenyszám         | Eredmény  | Helyezés |
| ------------------------------------------------------------------- | ------------------- | --------- | -------- |
| Magdalena Wallin                                                    | 15 km               | 46:40,2   | 26.      |
| Magdalena Wallin                                                    | 30 km               | 1:33:46,6 | 34.      |
| Lis Frost                                                           | 15 km               | 47:18,3   | 31.      |
| Lis Frost                                                           | 30 km               | 1:37:05,0 | 47.      |
| Carina Görlin                                                       | 5 km                | 15:00,8   | 14.      |
| Carina Görlin                                                       | 10 km üldözőverseny | 28:57,6   | 23.      |
| Carina Görlin                                                       | 15 km               | 46:09,4   | 23.      |
| Ann-Marie Karlsson                                                  | 5 km                | 15:43,8   | 33.      |
| Ann-Marie Karlsson                                                  | 10 km üldözőverseny | 30:14,1   | 35.      |
| Ann-Marie Karlsson                                                  | 30 km               | 1:34:45,6 | 38.      |
| Karin Säterkvist                                                    | 5 km                | 15:44,6   | 34.*     |
| Karin Säterkvist                                                    | 10 km üldözőverseny | 29:27,6   | 30.      |
| Marie-Helene Westin                                                 | 5 km                | 14:42,6   | 9.       |
| Marie-Helene Westin                                                 | 10 km üldözőverseny | 27:14,2   | 6.       |
| Marie-Helene Westin                                                 | 15 km               | 45:00,5   | 10.      |
| Marie-Helene Westin                                                 | 30 km               | 1:27:16,2 | 7.       |
| Carina Görlin Magdalena Wallin Karin Säterkvist Marie-Helene Westin | 4 × 5 km váltó      | 1:01:54,5 | 7.       |

* - egy másik versenyzővel azonos eredményt ért el

## Síugrás
| Versenyző                                                    | Versenyszám | 1. ugrás | 1. ugrás | 2. ugrás | 2. ugrás | Összesítés | Összesítés |
| Versenyző                                                    | Versenyszám | Pont     | Hely.    | Pont     | Hely.    | Pont       | Helyezés   |
| ------------------------------------------------------------ | ----------- | -------- | -------- | -------- | -------- | ---------- | ---------- |
| Jan Boklöv                                                   | Normálsánc  | 84,0     | 51.      | 91,5     | 35.      | 175,5      | 47.        |
| Mikael Martinsson                                            | Normálsánc  | 99,2     | 20.      | 100,7    | 12.      | 199,9      | 17.        |
| Mikael Martinsson                                            | Nagysánc    | 89,1     | 18.      | 79,4     | 19.      | 168,5      | 16.        |
| Per-Inge Tällberg                                            | Nagysánc    | 65,1     | 44.      | 41,0     | 53.      | 106,1      | 50.        |
| Staffan Tällberg                                             | Normálsánc  | 91,5     | 38.**    | 94,5     | 28.      | 186,0      | 35.*       |
| Staffan Tällberg                                             | Nagysánc    | 84,6     | 22.      | 69,4     | 33.      | 154,0      | 27.*       |
| Magnus Westman                                               | Normálsánc  | 97,9     | 24.      | 90,9     | 40.      | 188,8      | 28.**      |
| Magnus Westman                                               | Nagysánc    | 70,9     | 39.      | 57,0     | 46.      | 127,9      | 44.        |
| Mikael Martinsson Magnus Westman Jan Boklöv Staffan Tällberg | Csapat      | 277,0    | 6.       | 238,1    | 10.      | 515,1      | 9.         |

* - egy másik versenyzővel azonos eredményt ért el

** - két másik versenyzővel azonos eredményt ért el

## Szánkó
| Versenyző                        | Versenyszám | 1. futam | 1. futam | 2. futam | 2. futam | 3. futam | 3. futam | 4. futam | 4. futam | Összesítés | Összesítés |
| Versenyző                        | Versenyszám | Idő      | Hely.    | Idő      | Hely.    | Idő      | Hely.    | Idő      | Hely.    | Idő        | Helyezés   |
| -------------------------------- | ----------- | -------- | -------- | -------- | -------- | -------- | -------- | -------- | -------- | ---------- | ---------- |
| Mikael Holm                      | Férfi egyes | 46,202   | 18.      | 45,794   | 11.      | 46,914   | 19.      | 46,382   | 13.      | 3:05,292   | 14.        |
| Hans Kohala Carl-Johan Lindqvist | Kettes      | 46,661   | 8.       | 46,473   | 6.       |          |          |          |          | 1:33,134   | 6.         |